# Maurice Denis

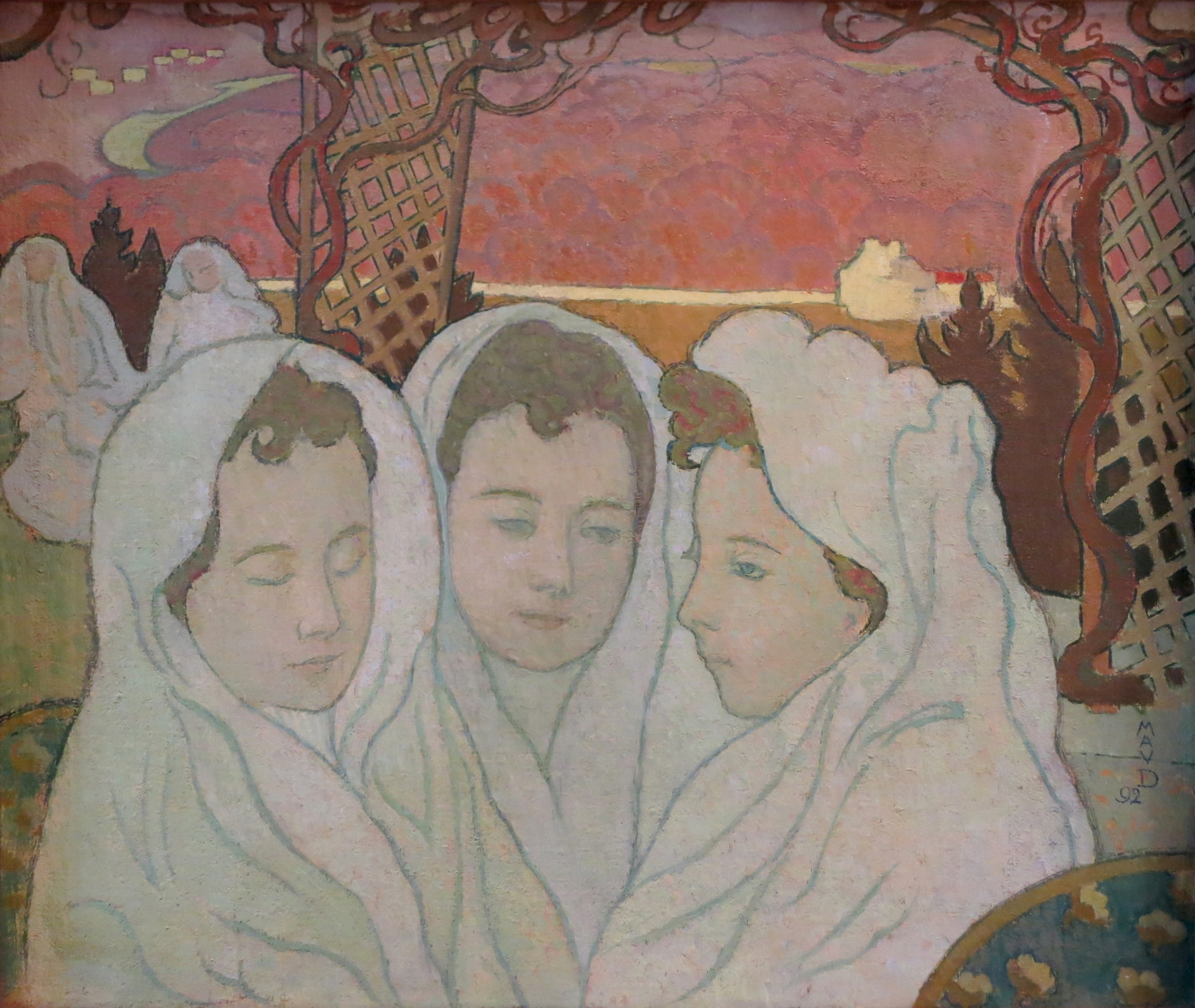
Drievoudig portret van Marthe, 1892

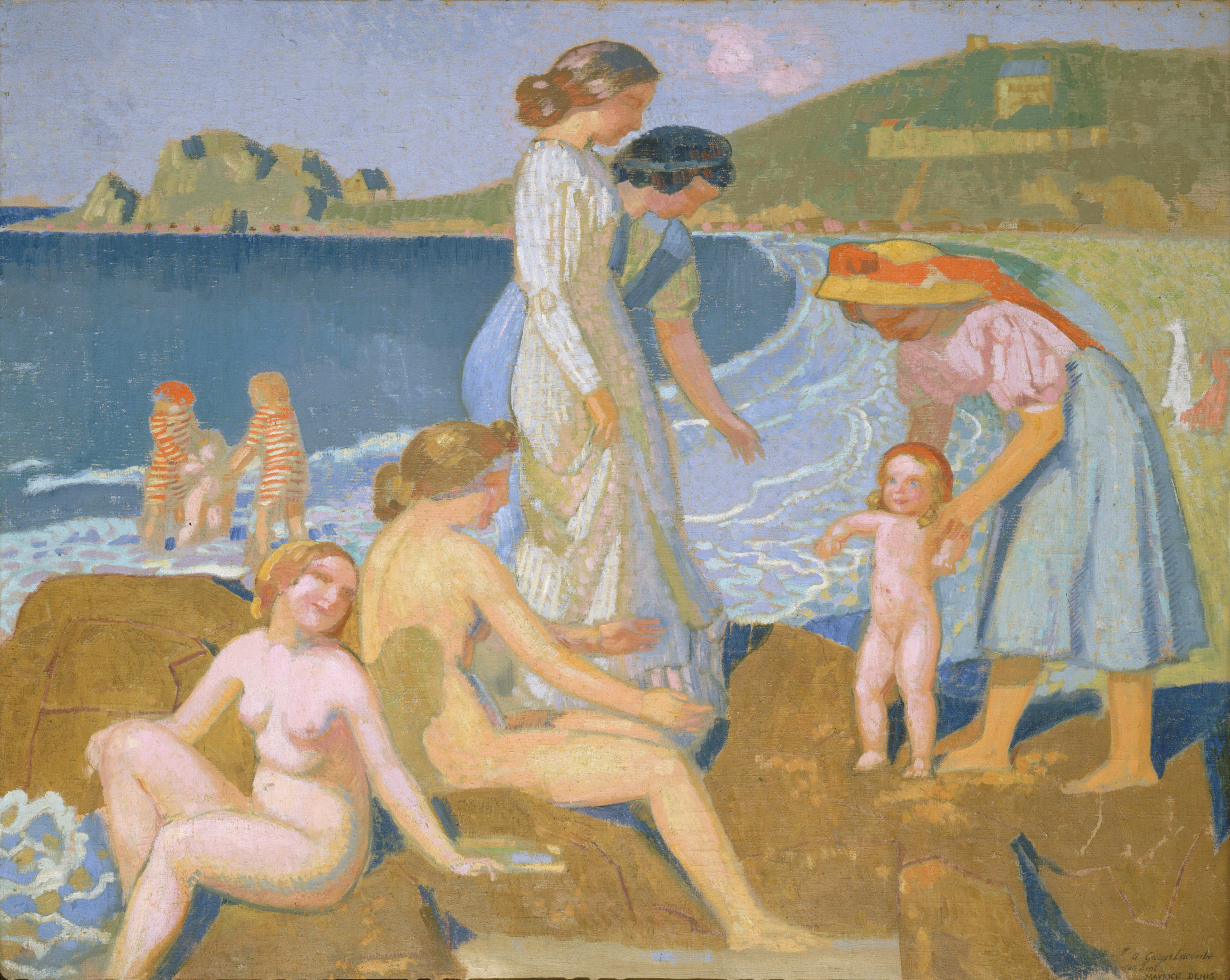
Baadsters bij Perros-Guirec, ca. 1912

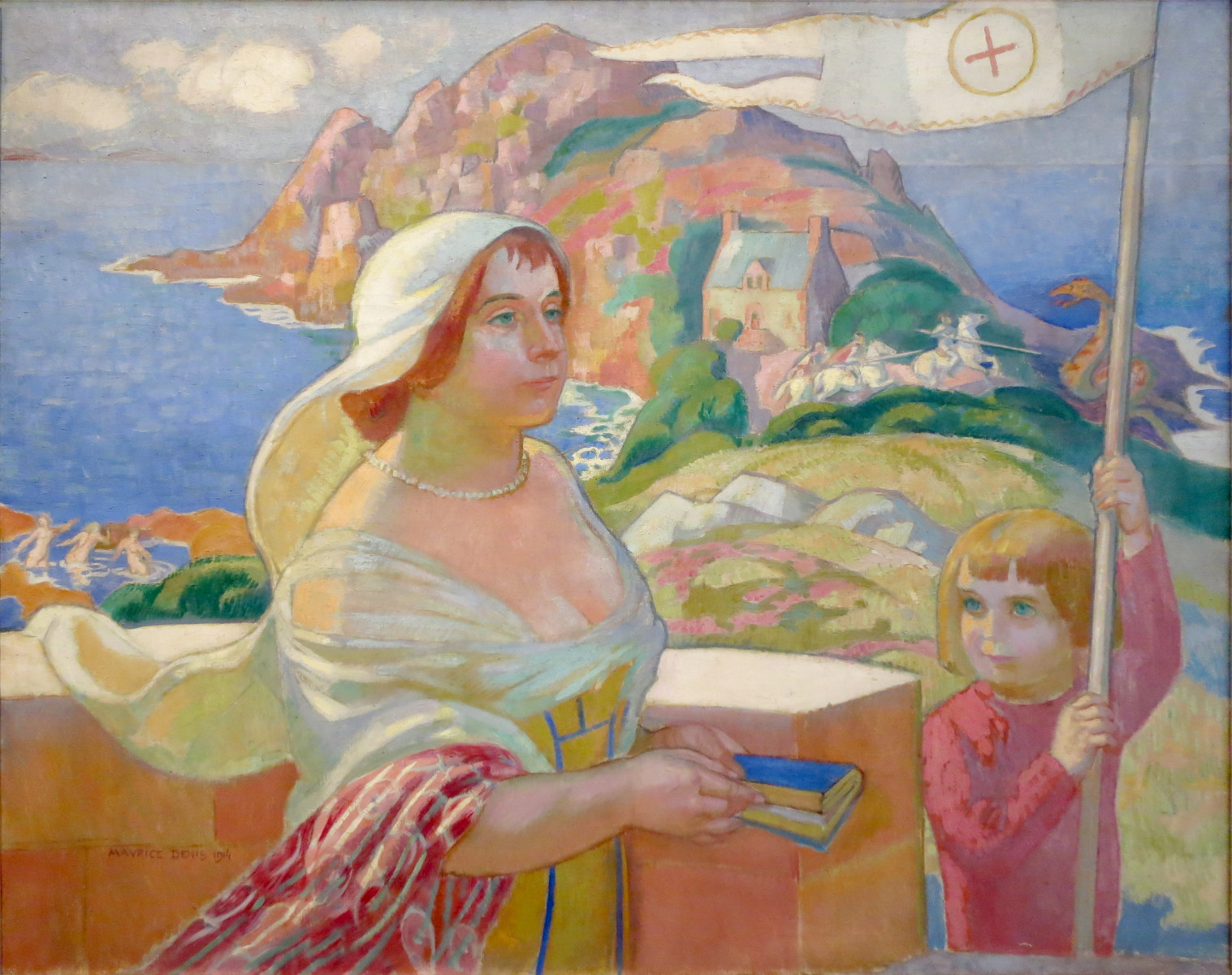
La princesse dans la tour, ca. 1914

Maurice Denis (Granville, 25 november 1870 – Parijs, 13 november 1943) was een Frans kunstschilder. Hij was een van de oprichters van de groep Les Nabis.

## Biografie
Al tijdens zijn jaren op het Lycée Condorcet in Parijs volgde Denis schilderlessen. Op het Lycée ontmoette hij Édouard Vuillard. Denis besloot in de richting van de kunsten door te gaan en schreef zich, net als Vuillard, in aan de Académie Julian. Daar kwam hij ook in contact met onder meer Pierre Bonnard en Paul Sérusier. Onder invloed van Sérusiers enthousiasme na diens bezoek aan Paul Gauguin richtte Denis samen met zijn vrienden Les Nabis op, een groep van gelijkgestemden die zich vooral toelegden op nieuwe kleurtheorieën.
In 1890 legde Maurice Denis de werkwijze van Les Nabis vast in het blad Art et Critique van 23 en 30 augustus 1890 onder de definitie van het Neo-Traditionalisme met de quote: "Onthoud dat een schilderij, voor het een krijgspaard, een vrouwelijk naakt of een zekere scène is, in essentie een plat vlak is bedekt met kleuren in een bepaalde verzamelde orde."
Omstreeks 1891 begon Denis met het exposeren van zijn eigen werk. Hij organiseerde de eerste tentoonstelling van Les Nabis in de galerie Le Barc de Boutteville. In het werk van Denis vallen op dat moment krachtige vormen op, het beeld van de werkelijkheid wordt verregaand gesimplificeerd, delen worden weggelaten of vervangen door kleuren. Denis zou zich ook steeds meer aangetrokken voelen tot de golvende lijnen van de Franse art nouveau. In zijn vroege werk zijn ook Italiaanse invloeden herkenbaar, met name veroorzaakt door zijn reizen naar Toscane en naar Umbrië in 1895 en 1897. In het werk van Denis komt ook in de loop van de tijd steeds duidelijker zijn katholieke achtergrond en denkwijze naar voren. Religieuze elementen vormen een steeds belangrijker onderdeel van zijn werk.
Denis was behalve als schilder ook als schrijver werkzaam. Naast de publicatie van het pamflet van Les Nabis in 1890 in het blad Art et Critique, schreef en leverde hij tevens de teksten voor tentoonstellingscatalogi van de Nabis en schreef ook kunstkritieken. Denis ontwikkelde zich aldus tot een der belangrijkste esthetici van die tijd. Zijn artikelen werden uitgegeven in Théories (1912) en in Nouvelles théories (1922).
In de begintijd ging hij ook veel om met de symbolistische schrijvers. Zo illustreerde hij boeken voor zijn vriend André Gide en voor Paul Verlaine illustreerde hij Sagesse. Daarnaast maakte hij de omslagen voor Maurice Maeterlincks Pelléas et Mélisande en voor gepubliceerde muziekstukken van Claude Debussy. In 1903 publiceerde hij bij Ambroise Vollard de map Navolging van Christus met ruim tweehonderd van zijn houtsnedes.
Net als de andere Nabis experimenteerde Denis met meerdere vormen van kunst. Behalve zijn schilderijen en drukwerk, ontwierp hij ook tapijten, ontwierp hij gebrandschilderde ramen, mozaïeken en beschilderde hij keramiek. Daarnaast hield hij zich bezig met woningdecoratie, hij maakte bijvoorbeeld voor de Franse componist Ernest Chausson een plafondschildering in diens huis. In de loop der jaren kreeg Denis steeds opdrachten voor het opsieren van gebouwen. In 1899 heeft hij gewerkt in de kerk van het Heilige Kruis in Le Vésinet; in 1913 in het Théâtre des Champs-Élysées, en van 1936 tot 1939 in het Palais des Nations in Genève, om er maar een paar te noemen.
Verder gaf Denis van 1909 tot 1921 les aan de Académie Ranson en stichtte hij in 1919 samen met Georges Desvallières de Ateliers d'Art Sacré. Zijn reizen voerden hem naar Italië, maar ook naar Moskou (1909), Algerije en Tunesië (1921), Palestina en Griekenland (1924), Nederland (1926) en naar de VS en Canada (1927).
In 1893 trouwde Denis met Marthe Meurier. In 1914 kocht hij "Le prieuré" in Saint-Germain-en-Laye, waar ze gingen wonen. Zijn vrouw, met wie hij zeven kinderen kreeg, overleed in 1919. Denis overleed 24 jaar later, vlak voor zijn 73ste verjaardag. "Le prieuré" is tegenwoordig een museum dat aan Denis en zijn tijdgenoten is gewijd.

## Afbeeldingen

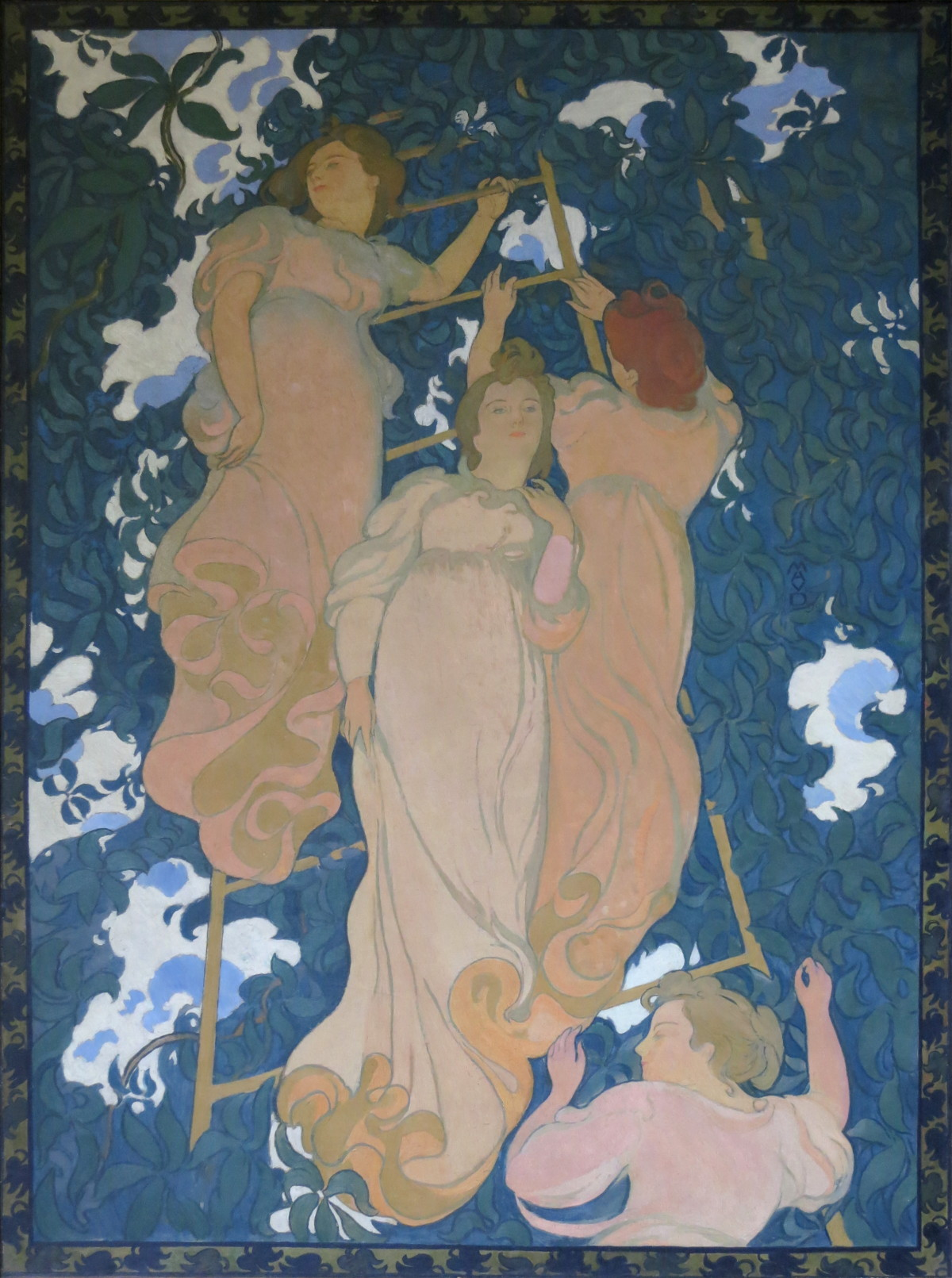
l'Echelle dans le feuillage, 1892
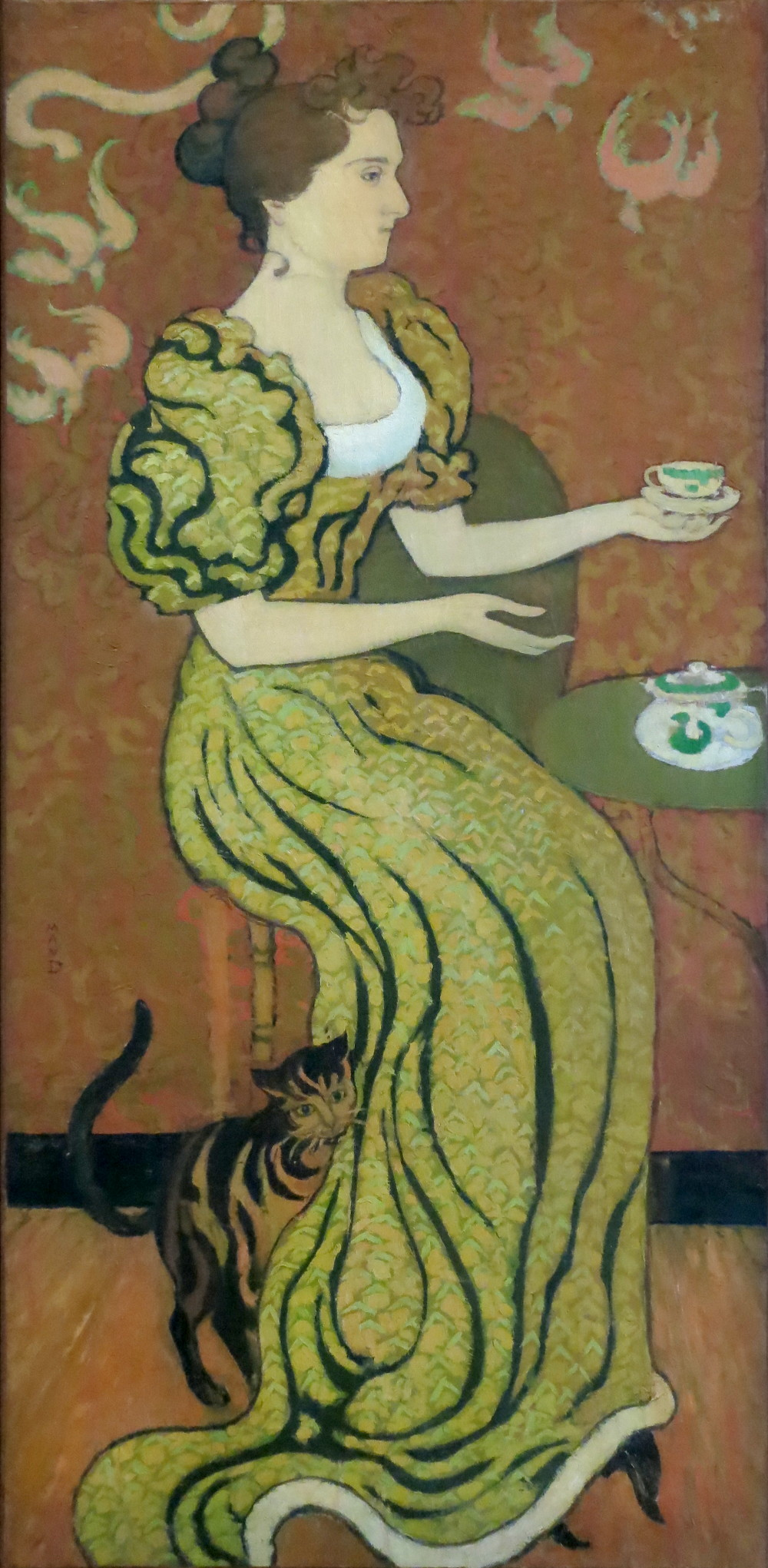
Madame Ranson au chat, 1892
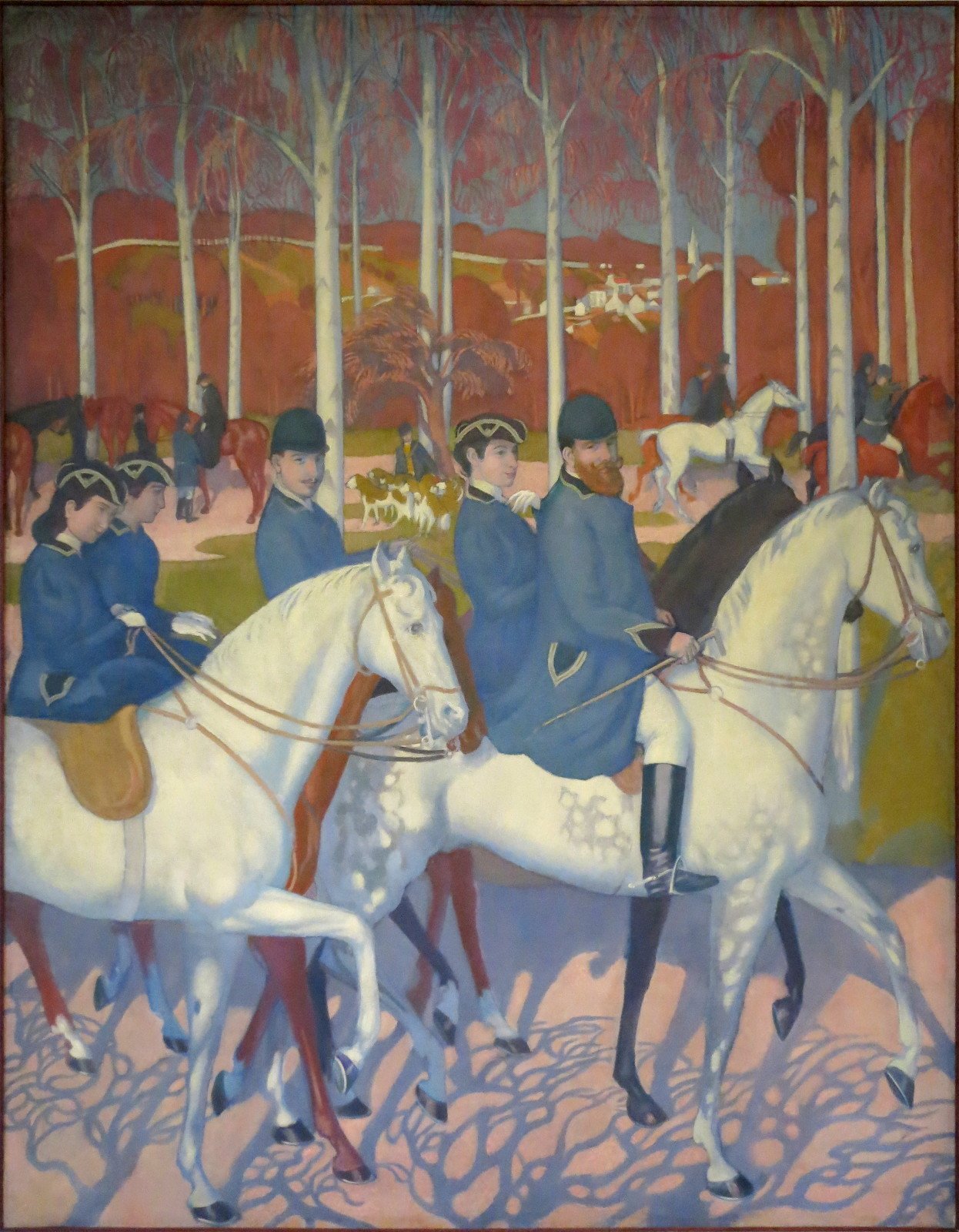
Sint-Hubertuslegende 1, 1896-97
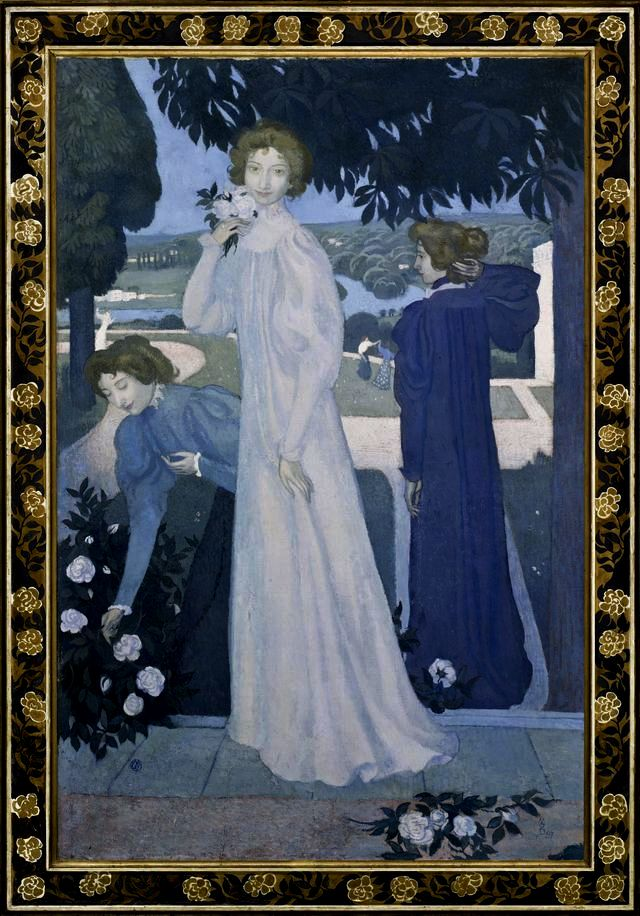
Yvonne Lerolle, 1897, Musée d'Orsay, Parijs